# Lars Ulrich
Lars Ulrich (Gentofte, 26 dicembre 1963) è un batterista danese, fondatore del gruppo musicale Metallica.

## Biografia

### Origini
Prima di dedicarsi alla musica, Lars era un promettente tennista, seguendo le orme del padre Torben, professionista di fama nazionale. Ebbe inoltre come padrino il sassofonista Dexter Gordon. Il primo concerto cui assistette fu quello tenuto dai Deep Purple nel febbraio 1973 a Copenaghen, rimanendo affascinato dallo stile di Ian Paice. La nonna gli comprò una batteria ed iniziò a far pratica a 13 anni, suonando i pezzi dei Deep Purple con i suoi amici. Crebbe anche ascoltando Motörhead, Thin Lizzy, Iron Maiden, Def Leppard, e Diamond Head. Alla fine degli anni settanta Ulrich dovette trasferirsi negli Stati Uniti, assieme alla famiglia, per motivi di lavoro, e cominciò quindi a dedicarsi a tempo pieno al lavoro di batterista, abbandonando il tennis.

### Carriera
Nel 1981, tramite un annuncio, conosce James Hetfield, appassionato sia di heavy metal che di punk rock, e già reduce dall'esperienza con gli Obsession. I due decidono di formare i Metallica nell'ottobre di quell'anno, assoldando Dave Mustaine alla chitarra solista e Ron McGovney al basso. Entrambi i musicisti vennero successivamente rimpiazzati con il chitarrista Kirk Hammett e con il bassista Cliff Burton, con i quali Ulrich e Hetfield registrarono l'album d'esordio Kill 'Em All.

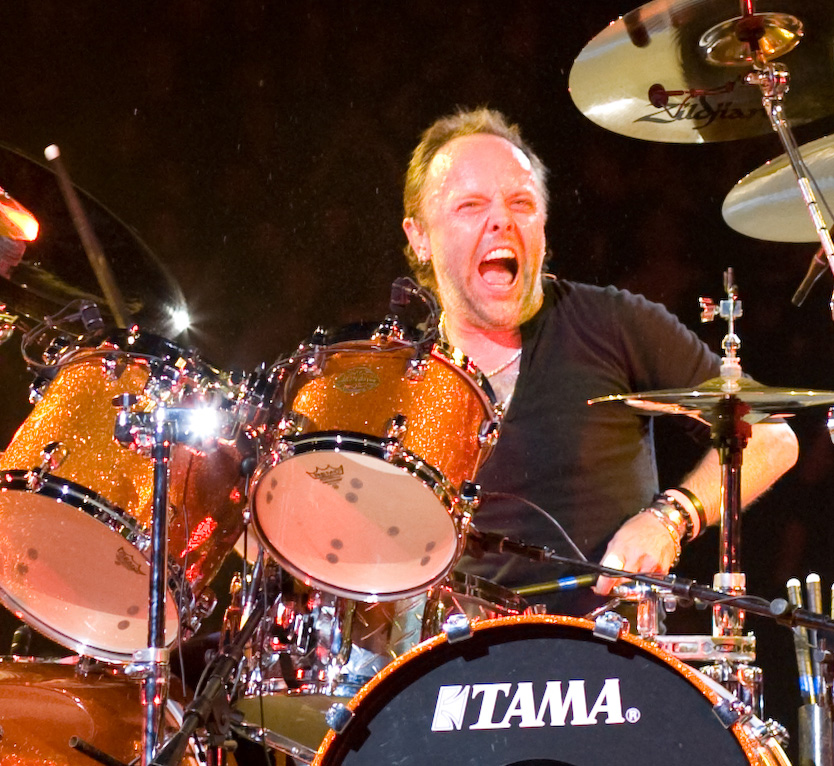
Lars Ulrich in concerto a Londra nel 2008

Nel corso degli anni, lo stile di Lars Ulrich ha assunto molte sfumature diverse. Nell'album d'esordio Kill 'Em All (1983) dimostra uno stile tecnicamente povero e puntato molto sulla velocità ritmica, mentre nei successivi Ride the Lightning (1984) e Master of Puppets (1986), dedica maggiore attenzione alla tecnica e alla poliritmia. Nel 1986 circolò la voce che i Metallica volessero licenziare Ulrich durante il tour per quest'ultimo album, durante il quale avvenne poi il tragico incidente che costò la vita al bassista Cliff Burton; nel 2012 la voce venne confermata dal chitarrista degli Anthrax, Scott Ian, presente in quella tappa europea: «La storia è che avevano nuovi piani che includevano un altro batterista. Noi eravamo sbalorditi perché lui era il quarto componente. Ci ho riflettuto negli ultimi anni, credetemi. Penso che al termine del tour le teste più lucide abbiano prevalso e non ci sia stato alcun cambio». In seguito anche Kirk Hammett confermò la cosa.
Nel 1988, dopo la morte di Burton e l'arrivo di Jason Newsted, viene pubblicato ...And Justice for All, ritenuto l'album più tecnico dei Metallica; qui Ulrich è ben stimato per l'uso della doppia cassa in Blackened, i cambi di tempo in One, le potenti sincopi di Harvester of Sorrow e di Frayed Ends of Sanity, e il groove preciso e veloce di Dyers Eve. Nel 1991, con la pubblicazione di Metallica, Ulrich abbandonò l'uso massiccio della doppia cassa e le ritmiche thrash metal che avevano caratterizzato la sua carriera iniziale, in favore di un drumming più semplice e melodico. Ciò si accentuò (nello stesso periodo il batterista ridusse le dimensioni del suo drumset nel numero di tom e piatti impiegati, e nel modello da GranStar II Birch a StarClassic Maple) nei successivi Load (1996) e ReLoad (1997), non esenti da critiche.
St. Anger, del 2003, vide l'entrata del bassista Robert Trujillo al posto di Newsted e risultò caratterizzato da un missaggio e da un suono degli strumenti atipico rispetto alle precedenti pubblicazioni dei Metallica. Nel 2004, a causa di problemi di salute, Ulrich non poté partecipare a diversi tour del gruppo e per queste occasioni venne sostituito temporaneamente da Dave Lombardo, Joey Jordison e dal suo tecnico Flemming Larsen.
Il nono album in studio Death Magnetic, pubblicato nel 2008, segnò un ritorno alle sonorità thrash metal. Prodotto da Rick Rubin, il disco ha visto per la prima volta la partecipazione attiva, nel processo di registrazione, di Trujillo.
Ulrich ha rivelato che è stata un'intervista di Noel Gallagher a spingerlo a chiudere con il mondo della droga: «Ho letto le parole di Noel e le ho trovate così sincere e pure che anche io mi sono svegliato da quella realtà ed ho deciso di dire basta». Ulrich ha anche ammesso di essere un grande fan degli Oasis e ha espresso il suo desiderio di voler suonare almeno una volta la batteria per l'attuale band di Gallagher, i Noel Gallagher's High Flying Birds.
Lars Ulrich diventò famoso anche al di fuori della cerchia dei fan dei Metallica quando, nel marzo 2000, consegnò personalmente a Napster una lista di 300.000 utenti da denunciare in quanto, a suo dire, condividevano illegalmente file MP3 dei Metallica. Questo episodio, prontamente ripreso dai media, lo pose al centro della furia degli utenti della rete di tutto il mondo, tanto che tuttora egli è considerato il personaggio simbolo della repressione dello scambio di file musicali via Internet da parte delle major discografiche. L'episodio è citato da "Weird Al" Yankovic nel brano Don't Download This Song.

## Stile Batteristico
Considerato da molti metallari come un innovatore dello strumento nell'ambito heavy metal, il suo stile è caratterizzato da potenti rullate e dalle forti accentuazioni dalla doppia cassa. Si ispira largamente a Ian Paice, considerato come suo idolo. Ha sempre suonato batterie Tama.

## Vita privata
Dopo la formazione dei Metallica Ulrich si è sposato tre volte: la prima nel 1988 con Debbie Jones, una ragazza britannica conosciuta in tour, da cui divorziò nel 1990 anche a causa del tempo libero che veniva sottratto al batterista per le registrazioni del quinto album dei Metallica; si risposa con Skylar Satenstein, dottoressa di un pronto soccorso, dal 1997 al 2004, dalla quale Ulrich ha avuto due figli, Myles (1998) e Layne (2001). Dal 2004 al 2012 è stato sentimentalmente legato all'attrice danese Connie Nielsen, dalla quale ha avuto il suo terzo figlio, Bryce Thadeus Ulrich-Nielsen (2007). Successivamente è convolato a nozze per la terza volta con la modella Jessica Miller.

## Curiosità
- Ulrich ha partecipato nel 2001 come concorrente all'edizione statunitense di Chi vuol essere milionario?, vincendo 32.000 dollari poi interamente devoluti in beneficenza.[20]

## Discografia

### Con i Metallica
- 1983 – Kill 'Em All
- 1984 – Ride the Lightning
- 1986 – Master of Puppets
- 1988 – ...And Justice for All
- 1991 – Metallica
- 1996 – Load
- 1997 – ReLoad
- 2003 – St. Anger
- 2008 – Death Magnetic
- 2011 – Lulu (con Lou Reed)
- 2016 – Hardwired... to Self-Destruct
- 2023 – 72 Seasons

### Collaborazioni
- 1993 – Mercyful Fate – In the Shadows (batteria in Return of the Vampire... 1993)
- 2018 – Volbeat – Let's Boogie! Live from Telia Parken (batteria in Guitar Gangsters & Cadillac Blood e Enter Sandman)